# Mix FM Vitória
Mix FM Vitória é uma emissora de rádio brasileira, no estado brasileiro Espírito Santo, concessionária na cidade de Serra e sediada na capital Vitória. Opera na faixa de frequências FM, na frequência 106,3 MHz, e é afiliada à Mix FM. Pertence à Rede Gazeta de Comunicações. A frequência é originada do faixa de frequências AM, na frequência 1250 kHz, onde operou a CBN Vitória. Seus estúdios ficam na sede da Rede Gazeta, no bairro Monte Belo, e seus transmissores estão no Morro da Fonte Grande.

## História
Em 15 de fevereiro de 2019, a emissora confirmou afiliação com a Mix FM. Sua estreia estava prevista para março, tornando-se possível a sua reestreia na faixa de frequências de Vitória.
A Mix FM já teve uma passagem por Vitória, através da frequência 106,9 MHz, sendo uma Fundação Educativa, essa fase durou entre 1° de agosto de 2007 até os últimos momentos do dia 31 de julho de 2017, devido a reestreia da Antena 1 nessa frequência, emissora que já operou em 92,5 MHz (atual CBN Vitória).
Sua estreia oficial foi confirmada para o dia 15 de abril de 2019, no entanto a ativação do Sistema Irradiante da 106,3 MHz ocorreu 10 dias antes da estreia oficial. Porém, sua estreia foi adiada para 2 de maio de 2019. No dia 25 de abril de 2019 a emissora ativou o seu sistema irradiante, marcando, assim, a fase de expectativa para a volta da Mix FM em Vitória.